# Cailler

Logo von Cailler

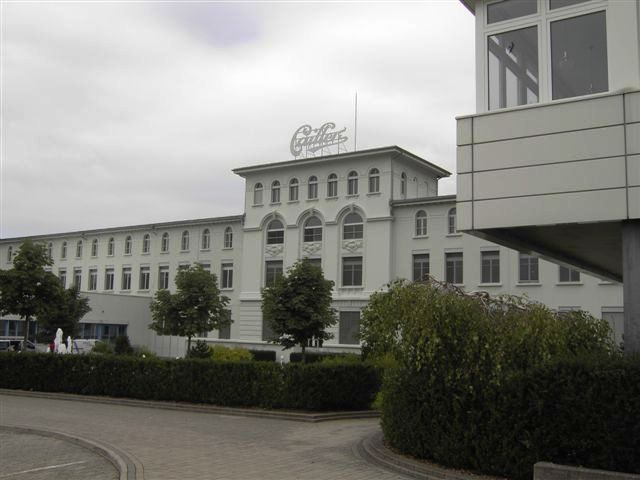
Fabrik in Broc FR

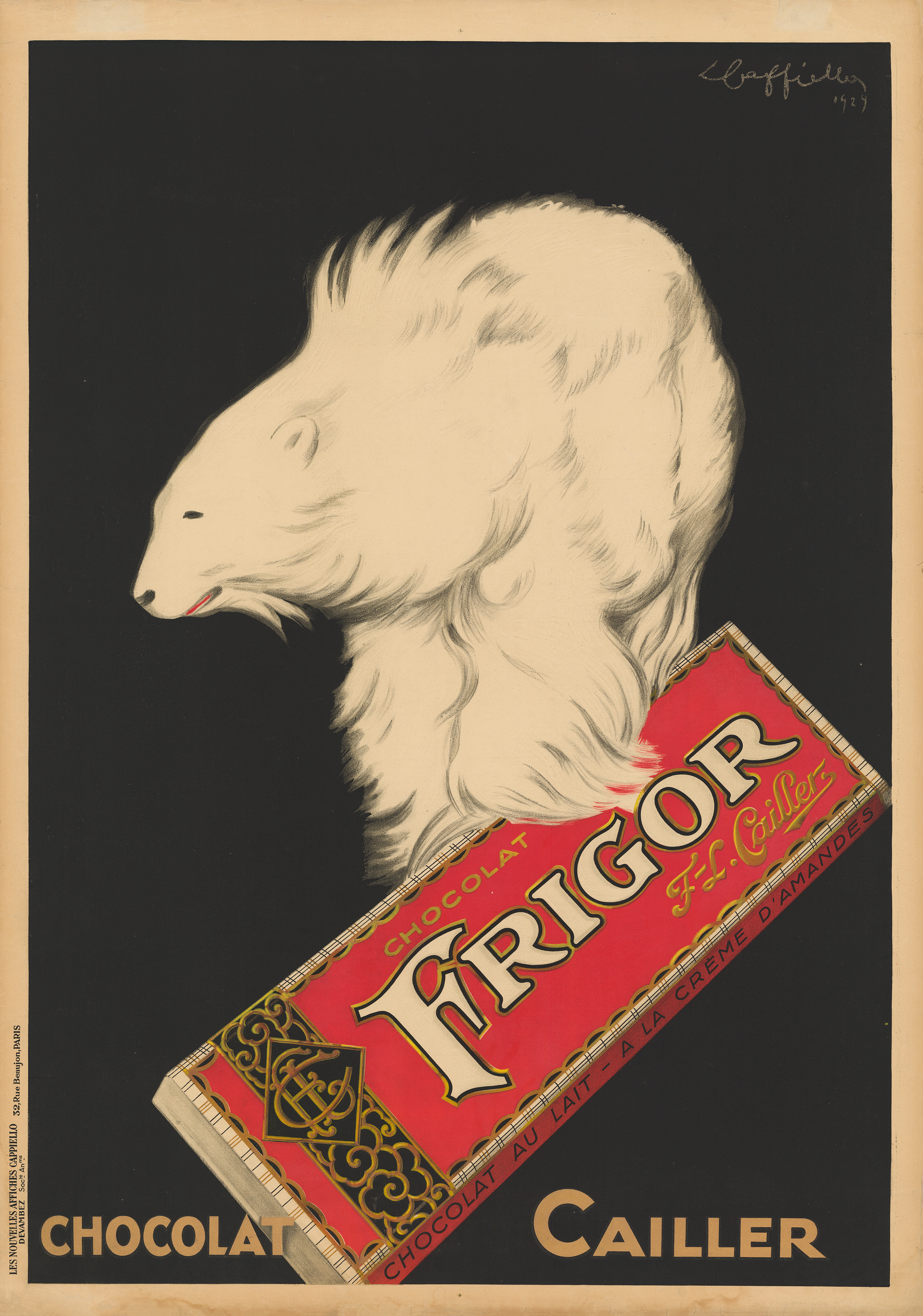
Plakat von Leonetto Cappiello für Frigor von Cailler, 1929

Cailler ist ein 1819 gegründeter Schweizer Schokoladenproduzent, der 1929 mit Nestlé fusionierte und seitdem als Marke existiert.

## Geschichte
1819 erfolgte die Gründung durch François-Louis Cailler als Handelsunternehmen für Kakaopulver und Schokolade. Kurz darauf wurde die erste Schokoladenfabrik der Schweiz mit industrieller Fertigung gebaut. 1898 fand der Umzug in die neue Fabrik nach Broc statt. Es folgte ein starkes Wachstum unter der Leitung von Alexandre-François-Louis Cailler. Um die Jahrhundertwende war Cailler die umsatzstärkste Firma der Schweizer Schokoladenindustrie. Wegen des starken Wachstums und dringend nötiger Investitionen wurde das Unternehmen 1900 in eine Aktiengesellschaft umgewandelt. 1911 fusionierte sie mit Peter und Kohler und begann ins Ausland zu exportieren. Während des Ersten Weltkriegs geriet das Unternehmen in die Krise, da die Exportmärkte zusammenbrachen, dafür konnte Cailler Schokolade als Proviant an die Schweizer Armee liefern und so die Männer auf den Geschmack nach Schokolade bringen. 1929 erfolgte die Fusion mit Nestlé. Unter dem Markennamen Cailler kamen nun viele neue Produkte auf den Markt, bekannt wurden Frigor und Fémina. Während der Weltwirtschaftskrise drohte eine Schliessung. 2013 zählte das Maison Cailler 368'000 Besucher aus der ganzen Welt; 2016: 411'864, 2019: 417'429.
Seit Anfang 2022 ist Cailler Lizenzpartner des Schweizerischen Fussballverbandes und somit offizielle Schokolade der Schweizer Herren/Frauen-Nationalteams.
Nestlé, der Eigentümer von Cailler, plant bis 2025 in Broc einen Erlebnispark zum Thema Schokolade zu bauen, welcher die Schokoladenfabrik von Cailler als Attraktion mit einbezieht. Seit August 2023 führt auch eine Zuglinie direkt von Bern zu der Schokoladenfabrik in Broc.

## Familie
Die Familie Cailler stammt ursprünglich aus Daillens und Vevey, wo sie 1683 erstmals im Bürgerbuch Erwähnung fand. Ab 1920 haben die Caillers in Broc Bürgerrecht. François-Louis Cailler begann ab 1819 in Corsier-sur-Vevey mit der industriellen Schokoladeherstellung, seine Söhne Auguste und François-Alexandre verlegten das väterliche Geschäft in die Rue des Bosquets in Vevey. Die Tochter Fanny-Louise heiratete 1863 Daniel Peter, der in der Folge ebenfalls in das Schokoladengeschäft einstieg. Der Enkel des Gründers, Alexandre-François-Louis Cailler übersiedelte 1898 die Fabrik nach Broc im Greyerzerland. Sein Sohn Noël übernahm sie von ihm. Nach der Fusion mit Nestlé blieben die Söhne Georges und Claude zwar im Verwaltungsrat, aber die Familie Cailler hatte keinen Einfluss mehr auf die Marke Cailler.